# 李容翊
李 容翊（り ようよくまたはり ようしょう、イ・ヨンイク、朝鮮語: 이용익、咸豊4年（1854年） - 光武11年（1907年）2月）は、朝鮮末期から大韓帝国にかけての政治家・官僚。字は公弼（朝鮮語: 공필）、号は石峴（朝鮮語: 석현）、諡は忠粛（朝鮮語: 충숙）。
当時の韓国における代表的な親露派・勤王開化派官僚であり、皇室の造幣事業を主管した。高麗大学校の前身である普成学校の創設者である。

## 生涯
本貫は全州李氏。高山県監を務めた李秉斅の子として咸鏡道北青郡（現在の咸鏡南道）に生まれた。陟山君李元桂（太祖の庶兄）の子孫にあたる。家系は王室とは遠い傍系で、先祖たちは両班の身分に属したが、ほとんどが武科出身で、中央の官僚と比べると蓄えは非常に少なかった。5歳の時から14歳頃まで書堂で学び、15歳以降は性理学者である楚秉悳の門下で儒学を学んだ。家が貧しかったために科挙を受けられず、20歳の時、故郷を離れて褓負商や水売りとして各地を転々とし、偶然見つけた金鉱山に投資して多くの金脈を発掘して財を為した。
壬午軍乱の後、忠州の長湖院邑に避難してきた高宗と王妃を助けたことから、閔泳翊の推挙で監役に抜擢された。高宗の信任を得て官職が昇進し、端川府使に任じられた。咸鏡南道兵馬節度使であった時に収奪行為をして北青民乱の遠因を作ったため、乱後に罷免されて全羅道の智島に流された。復帰後は親露派・勤王開化派の指導者として活動し、大韓帝国の成立後は、政権の要職にありながら皇室財政を拡充し、独立を維持するための外交活動を行うなど、皇室中心の近代化政策を推進した。
光武7年（1903年） 、韓国進出を目的としたロシアが鴨緑江河口にある龍岩浦の租借権を要求した（龍岩浦事件）ときは、ロシアに租借権を渡そうと高宗に積極的に働きかけた。内蔵院で貨幣を乱造し、鉱山採掘権・人参等の転売事業を監督して独立協会から非難を受けた。

## 評価
親日派と終始対立したことから、日帝時代には代表的な愛国者として広く追慕されるようになった。一方で卑劣とされる手法など、腐敗疑惑に対する批判があり、尹致昊は李容翊を李址鎔や閔泳喆らと並ぶ「悪党」と批判した。

## 参考資料
- 米田富太郎、佐藤寛「『露日紛争』(連載6)」『中央学院大学社会システム研究所紀要』第9巻第2号、2009年3月、161-214頁、CRID 1050565162559861888、ISSN 1346-2083。
- 「アジア人物史 9」 集英社 2024年